# Gillies Rock
Der Gillies Rock ist eine isolierte und 1185 m hohe Felsformation im westantarktischen Queen Elizabeth Land. In der nördlichen Neptune Range der Pensacola Mountains ragt er 10 km nördlich des Mount Dasinger auf.
Der United States Geological Survey kartierte ihn anhand eigener Vermessungen und Luftaufnahmen der United States Navy aus den Jahren zwischen 1956 und 1966. Das Advisory Committee on Antarctic Names benannte ihn 1968 nach der US-amerikanischen Funkamateurin Betty Gillies (1908–1998), welche zwischen 1960 und 1970 für die Funkverbindung von Mitgliedern der unter anderem in den Thiel Mountains tätigen Feldforschungsmannschaften des United States Geological Survey in die Vereinigten Staaten gesorgt hatte.